# Jean Hubert Joseph Ansiaux
Jean Hubert Joseph Ansiaux (Hoei, 16 december 1781 – aldaar, 4 december 1826) was een Belgisch amateurcomponist.

## Achtergrond
Hij werd geboren binnen het bemiddelde gezin van notaris Tousaint Joseph Ansiaux en Marie Jeanne Meuret. Hijzelf, handelaar van beroep, huwde Antoinette Hubertine Devaux. Zonen Charles (Jean Charles Antoine Ansiaux, geboren in 1813) en Theophile (Hubert André Theophile Ansiaux, geboren in 1816) werden ook componisten.

## Muziek
Zijn muziekopleiding kreeg hij van Henkart (koormeester in de Collegiale kerk Onze-Lieve-Vrouw en Domitianus van Hoei; harmonieleer en muziektheorie) en Tingry (koormeester van Sint-Remigiuskerk in Hoei; piano). Ansiaux vertrok in 1808 naar Parijs. Al snel kwamen er composities van zijn hand, zoals het Te Deum uit 1811 ter gelegenheid van het huwelijk van Napoleon Bonaparte en Marie-Louise. Hij was alweer snel terug in Hoei en werd een beschermheer van muziek en andere uitingen van kunst. Hij werkte zich weer in en de muziekkapel van de Onze Lieve Vrouwekerk in Hoei, organiseerde zowel zang- als orkestconcerten, dirigeerde de plaatselijke Société Philharmonique. Hij was een druk bezet man, want hij was ook een van de medeoprichters van L’Harmonie de Huy. Hij overleed, net geen vijfenveertig, achter zijn bureau.
In aanvulling op het eerdergenoemde Te Deum schreef hij er nog twee. De laatste daarvan werd in de Kathedraal van Sint-Michiel en Sint-Goedele (toen nog de Sint-Goedelekerk) in Brussel uitgevoerd op 16 december 1854, niet alleen een verjaardag van de componist maar ook van Leopold I van België. Desondanks bleef het niet officieel uitgegeven. Andere werken zijn diverse motetten, opera’s L’apeothose de Gretry (uitgevoerd in Luik), Les revenants (niet uitgevoerd) en Numa, Le sacrifice de Jephté (een oratorium), negen missen, werken voor harmonie- of militair orkest en enige muziekstukken voor piano en/of zangstem.
- Virtual International Authority File: 35152742906027731410